# Elaeocarpus williamsianus
Elaeocarpus williamsianus är en tvåhjärtbladig växtart som beskrevs av G.P. Guymer. Elaeocarpus williamsianus ingår i släktet Elaeocarpus och familjen Elaeocarpaceae. Inga underarter finns listade i Catalogue of Life.